# Trường Chinh
Trường Chinh (* Nam Định,  9 de febrero de 1907 - Hanói, 30 de septiembre de 1988) fue un político comunista vietnamita. Presidente de Vietnam de 1981 hasta 1987.

## Biografía
Trường Chinh  nació en el distrito de Hành Thiện, en la provincia de Nam Định. Miembro de muchos años del Partido Comunista de Vietnam, integró el Politburó de 1951 a 1986.
A lo largo de su vida, Trường Chinh se dedicó al movimiento político a pesar de la fallida reforma agraria. Su papel tuvo un gran impacto en las luchas políticas del partido, ya que siguió siendo el grupo de expertos del partido durante toda su vida. Desde que se convirtió en Secretario General del Partido Comunista de Vietnam entre 1941 y 1956 y nuevamente entre julio y diciembre de 1986, también fue miembro del Comité del Partido Político del Politburó de 1951 a 1986. 
Fue Presidente de la Asamblea Nacional desde 1960 hasta 1981. Después de la muerte del presidente Ho Chi Minh en 1969, Trường Chinh continuó su trabajo con Lê Duẩn y Phạm Văn Đồng. Después de que Lê Duẩn falleciera en 1986, se convirtió en el más alto rango en el Partido Comunista como presidente de la República Socialista de Vietnam. Terminó su carrera iniciando la exitosa renovación económica (renovación de Đổi Mới) en 1986. Dimitió como presidente en 1987 debido a problemas de salud. Trường Chinh murió el 30 de septiembre de 1988 a los 81 años.